# 국수나물속
국수나물속(Nemalion)은 진정홍조강 국수나물목에 속하는 홍조류 속의 하나이다. 국수나물과(Nemaliaceae)의 유일속으로 10종으로 이루어져 있다. 참국수나물(N. vermiculare) 등을 포함하고 있다.

## 하위 종
| - N. amoenum - N. attenuatum - N. cari-cariense - N. elminthoides - N. longicolle | - N. lubricum - N. multifidum - N. perpusillum - 참국수나물 (N. vermiculare) |